# Johan van Oldenbarnevelt
Johan van Oldenbarnevelt (Amersfoort, 14 september 1547 – Den Haag, 13 mei 1619) was van 1586 tot 1619 raadpensionaris van Holland. Hij was daarmee de belangrijkste bestuurder in de Republiek der Zeven Verenigde Nederlanden. Eerder was hij van 1576 tot 1586 pensionaris van Rotterdam. Lange tijd werkte hij nauw samen met prins Maurits van Oranje, die hem uiteindelijk beschuldigde van landverraad. Oldenbarnevelt werd tot de doodstraf veroordeeld en de volgende dag op het Binnenhof in het openbaar onthoofd. Na enkele eeuwen kreeg hij eerherstel. In de twintigste eeuw kreeg hij een standbeeld bij het stadhuis van Rotterdam en koningin Juliana onthulde er een in Den Haag. De hoogste onderscheiding van de gemeente Rotterdam is naar hem vernoemd; de Van Oldenbarneveltpenning. Verscheidene Nederlandse plaatsen hebben een plein, laan of straat naar hem vernoemd. 

## Biografie

### Jeugd en studie

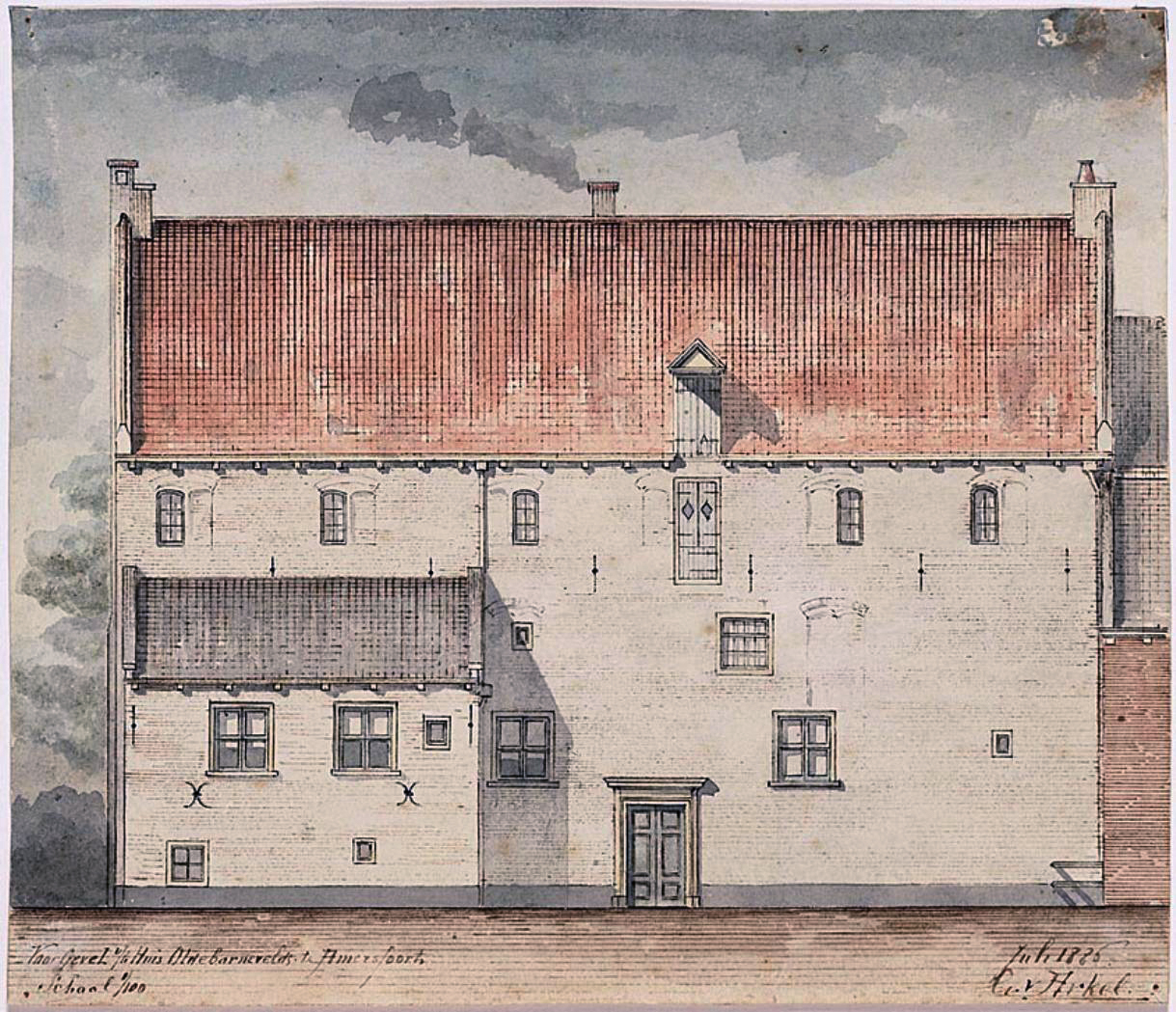
Bollenburg, het huis waar Johan van Oldenbarnevelt opgroeide

Johan van Oldenbarnevelt werd geboren op 14 september 1547 in of nabij Amersfoort en groeide op in een katholiek gezin. Zijn vader, Gerrit van Oldenbarnevelt, was veehandelaar en sekwester. Hij kreeg vanwege zijn slechte reputatie de bijnaam "Gerretgen Sleght", wat zoiets betekende als eenvoudig of simpel. Hij stond niet goed bekend; hij dronk en werd verschillende keren voor het gerecht gedaagd. Zijn moeder Deliana van Weede (ca. 1524-1587) kwam uit de goede en rijke familie Van Weede. Uit deze familie kreeg Johan op zesjarige leeftijd een erfenis waardoor hij later kon gaan studeren. Van zijn jeugd is weinig bekend. Een deel van de informatie is afkomstig van zijn korte autobiografie, de Remonstrantie, die Van Oldenbarnevelt een jaar voor zijn dood schreef als verdediging op de vele aantijgingen naar hem.
Van Oldenbarnevelt had twee broers en vier zussen. Broer Reinier was hopman in het Staatse leger en werd vaak in ongunstige zin genoemd. Hij werd dankzij Van Oldenbarnevelt in 1599 tot baljuw en ruwaard van Putten benoemd. Zijn jongere broer Elias maakte zich verdienstelijk als pensionaris van Rotterdam, Van Oldenbarnevelt opvolgend. Een zus Odilia huwde in 1591 met de Utrechtse glasschilder Gerrit Gerritszn. van Raetsvelt.
Hij groeide op in het huis Bollenburg in de Muurhuizen. Waarschijnlijk ging Van Oldenbarnevelt van zijn zevende tot zestiende levensjaar naar de Latijnse school aan de Appelmarkt in Amersfoort.
Op zijn zestiende vertrok hij naar Den Haag om bij een advocaat te werken. Toen begon zijn langzame evolutie richting het protestantisme. Zo verklaarde hij dat 1564 het jaar was dat hij vijand werd van alle gewetensdwang. Gewetensdwang was in die periode een veelbesproken onderwerp in Den Haag, doordat stadhouder Willem van Oranje het om die reden opnam tegen de meest invloedrijke raadgever aan het hof in Brussel, kardinaal Granvelle.
In 1566 schreef Van Oldenbarnevelt zich in aan de Universiteit Leuven en begon daar aan zijn rechtenstudie. Wellicht vanwege de onrust in de Nederlanden, maar meer voor de hand liggend, vanwege het juridisch humanisme en de vernieuwingen in de rechtswetenschap in Bourges, besloot Van Oldenbarnevelt nog datzelfde jaar of in 1567 naar de Universiteit van Bourges te gaan. Daar was hij maar kort vanwege het uitbreken van de Tweede Hugenotenoorlog. Hierop schreef hij zich in 1567 in aan de Universiteit van Keulen. Ook hier bleef hij niet lang want in 1568 ging hij studeren aan de Universiteit van Heidelberg. Hij koos bewust voor het calvinistische Heidelberg en hier zou hij zich ook aansluiten bij het calvinisme. Het laatste jaar van zijn studietijd besteedde hij tussen 1569 en 1570 in Italië, aan de Universiteit van Padua.

### Aansluiting bij Willem van Oranje

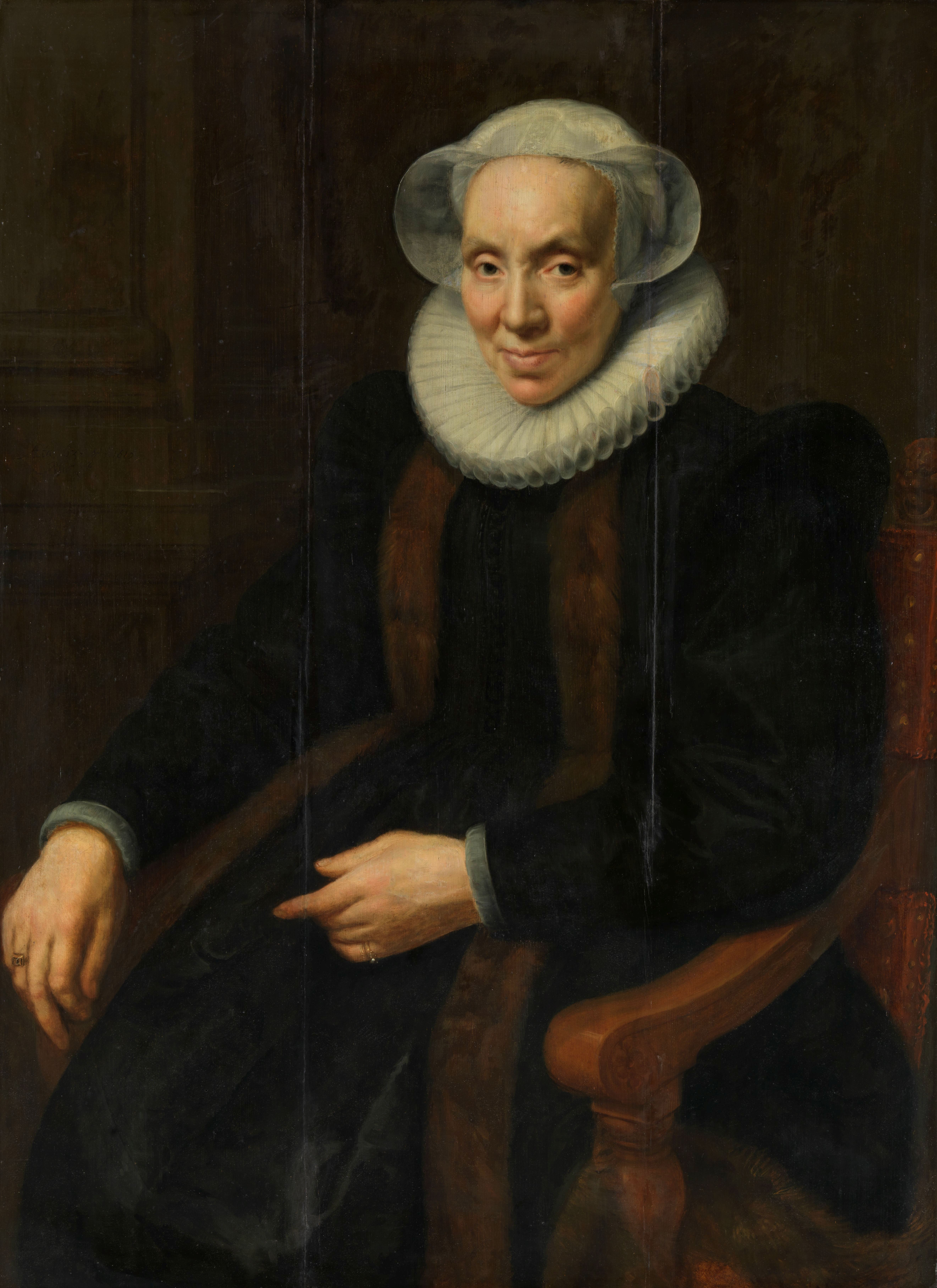
Maria van Utrecht, de vrouw van Johan van Oldenbarnevelt, door Paulus Moreelse, 1615

Nadat Van Oldenbarnevelt in 1570 terugkeerde uit Padua schreef hij zich in als advocaat bij het Hof van Holland in Den Haag. Het Hof was in die tijd een bestuursorgaan en het hoogste gerechtshof van het graafschap Holland. Als advocaat was hij gespecialiseerd in onderwerpen die grensden aan het burgerlijk recht en staatsrecht. De Nederlandse Opstand woedde in de Lage Landen en toen het strijdtoneel in 1572 Holland bereikte, vluchtte het merendeel van het koningsgezinde personeel van de overheidsinstanties naar Utrecht. Van Oldenbarnevelt was met nog een advocaat de enige van het hof die in Den Haag bleven waarmee hij duidelijk voor de Opstand koos.
Het nieuwe hof van de opstandelingen vertrok naar Delft dat vanwege de ommuring veiliger was. Van Oldenbarnevelt verhuisde mee naar Delft en had in Delft geregeld contact met Willem van Oranje en zijn adviseurs. Via zijn connectie met een van die adviseurs, kreeg hij diverse lastige klussen. Zo werd hij tijdens het Beleg van Leiden benoemd tot commissaris voor het doorsteken van de dijken in Zuid-Holland. Echt gevochten in de opstand heeft Johan niet. Alleen bij het ontzet van Haarlem (1573) zou hij als vrijwilliger hebben deelgenomen aan een burgermilitie. Na het beleg van Leiden ging hij namens de Staten van Holland met meer regelmaat zaken voeren voor het Hof van Holland. Wat voor zaken dit waren is niet bekend maar waarschijnlijk betrof dit civiele processen, over waterschade, goederen van vluchtelingen en bezittingen van religieuze instellingen. Daarnaast was hij advocaat in twee strafrechtelijke procedures.
Hij trouwde in 1575 met de rijke Delftse buitenechtelijke regentendochter Maria van Utrecht, enig erfgename van vijf heerlijkheden. Voor zij trouwden, zorgde Johan als advocaat eerst dat Maria erkend werd als dochter van haar vader bij het Hof van Holland, zodat zij in aanmerking kwam voor de erfenis van haar oom. Uit hun huwelijk zouden minstens vijf kinderen voortkomen van wie er vier de volwassen leeftijd bereikten.
Een jaar na het huwelijk werd hij pensionaris van Rotterdam, in die tijd een snel groeiende, maar nog kleine stad. Daar viel hij op vanwege zijn werklust en intelligentie. Een belangrijke taak van de pensionaris, dat hem zeker de helft van zijn tijd kostte, was het vertegenwoordigen van de stad in de Staten van Holland. Daarnaast voerde hij onderhandelingen over allerlei onderwerpen in naam van de stad met andere steden, Willem van Oranje of met legerofficieren. Vanwege zijn bekwaamheid als onderhandelaar had hij een rol in het tot stand komen van de Unie van Utrecht, werd hij in de Statencommissies financiën en marine benoemd en vanaf 1580 nam hij namens de Staten ook regelmatig zitting in de Staten-Generaal. In de resterende tijd maakte hij ook werk van hervormingen in Rotterdam. Zo verbeterde hij de inning van belastingen en de controle daarop, verbeterde hij de stadsboekhouding en was hij betrokken bij de plannen voor de uitbreiding van de haven. Als stadspensionaris moest hij constant schipperen tussen belangen en bestuurlijke inzichten en in deze positie heeft hij dan ook veel ervaring kunnen opdoen. Nadat Van Oldenbarnevelt in 1582 de vertrouwenspersoon van Willem van Oranje was geworden, en de Staten-Generaal met de prins naar Delft waren verhuisd, groeide de macht van Van Oldenbarnevelt.

### Landsadvocaat

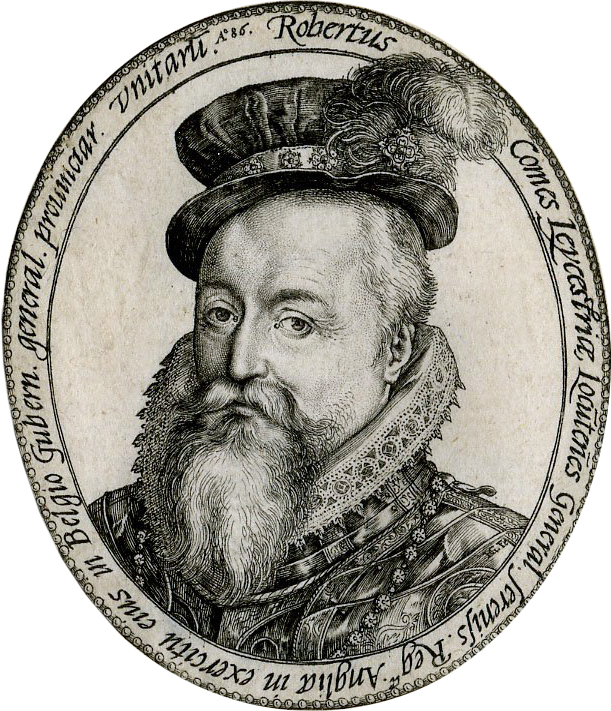
Robert Dudley, graaf van Leicester was tussen 1585 en 1587 gouverneur-generaal van de Nederlanden en Van Oldenbarnevelts grootste tegenstander.

Nadat de Spaanse koning als landsheer was afgezworen, zochten de Staten van Holland naar een nieuwe soeverein. Van Oldenbarnevelt ijverde om de titel van graaf aan Willem van Oranje te geven, maar voordat dit werkelijkheid kon worden, werd Oranje op 10 juli 1584 vermoord. Na de moord kon dat plan niet meer doorgaan en het was geen optie om de titel aan Willems oudste zoon Filips Willem van Oranje te geven want die zat gevangen in Spanje, en zijn tweede zoon Maurits van Nassau werd te onervaren geacht. In het zuiden was het Spaanse leger onder leiding van de hertog van Parma met een snelle opmars begonnen en vanwege die dreiging werd haastig naar buitenlandse hulp gezocht. De Franse koning hield de boot af en de enige hoop was te verwachten uit Engeland. Van Oldenbarnevelt was een van de afgevaardigden die naar Engeland afreisde om de soevereiniteit aan koningin Elizabeth I van Engeland aan te bieden. De soevereiniteit weigerde Elizabeth, maar wel zond zij de graaf van Leicester met een troepenmacht van 6000 man als steun tegen de Spanjaarden.
Tijdens de korte periode van Leicesters aanwezigheid raakte de Nederlandse politiek in een diepe crisis. Leicester had de opdracht om samen met een nieuwe Raad van State het hoogste gezag in de Nederlanden uit te oefenen. De Staten van Holland, die tot dan toe een leidende rol hadden in de Unie van Utrecht, vreesde dat Leicesters streven naar een machtig centraal landsbestuur in Utrecht, ten koste zou gaan van de autonomie van Holland. Om die reden werd Maurits van Nassau, nog voor de komst van Leicester, benoemd tot stadhouder, kapitein-generaal en admiraal van Holland en Zeeland, zodat die functie niet door Leicester uitgedeeld kon worden. Vooral Van Oldenbarnevelt had zich hier sterk voor gemaakt.
Begin maart 1586 werd Van Oldenbarnevelt tot landsadvocaat van Holland benoemd. Hij was, vanwege zijn getoonde daadkracht en ruime ervaring, de persoon die kon zorgen dat aan de Hollandse privileges niet werd getornd. De landsadvocaat was formeel gezien slechts een rechtsgeleerd raadsman, maar Van Oldenbarnevelt slaagde erin de functie meer zwaarte te geven. Hij leidde vergaderingen en alle besluiten en uitgaande stukken gingen via zijn hand. In die periode zou Van Oldenbarnevelt Leicesters grootste tegenstander worden. Meerdere malen kwamen zij met elkaar in botsing omdat Leicesters werkwijze inging tegen de rechten van Holland. Uiteindelijk leverde Van Oldenbarnevelt de knappe prestaties door Leicester in 1587 weg te werken, Hollands hegemonie te herstellen en de Engelse steun veilig te stellen. Hij legde hiermee de grondslag van de Nederlandse onafhankelijkheid.
Het vertrek van Leicester was een overwinning voor Van Oldenbarnevelt, maar om de invloed van Holland verder uit te breiden, was het nodig om de invloed van de Staten-Generaal, waarin Van Oldenbarnevelt als woordvoerder van Holland een grote stem had, uit te breiden ten kostte van de Raad van State. Deze politiek leverde in het land veel anti-Hollandse sentimenten op, en zelfs in Holland waren er steden die een centraal geleid bestuur verkozen boven geleid te worden door de Staten. Van Oldenbarnevelt liet een document opstellen, de Corte Vertoninghe, en in naam van de Staten-Generaal verspreiden waarin beargumenteerd werd waarom dit keer geen buitenlandse soeverein gezocht moest worden en de macht bij de Staten moest liggen. Het risico bestond dat door Van Oldenbarnevelts werkwijze, koningin Elizabeth haar handen van de Nederlanden zou aftrekken, wat een slechte zaak zou zijn aangezien grote delen van de opstandige Nederlanden door Spaanse troepen bezet en bedreigd werden. De komst van de Spaanse Armada en de dreigende invasie van Engeland kwam als geroepen want het verzekerde de noodzakelijke steun van Elizabeth. Hierdoor kreeg Van Oldenbarnevelt vrij spel en breidde de macht van de Staten-Generaal uit ten kostte van de Raad van State. De Raad van State werd een nuttige administratieve instantie voor financiën en oorlogsvoering.

### Samenwerking met Maurits

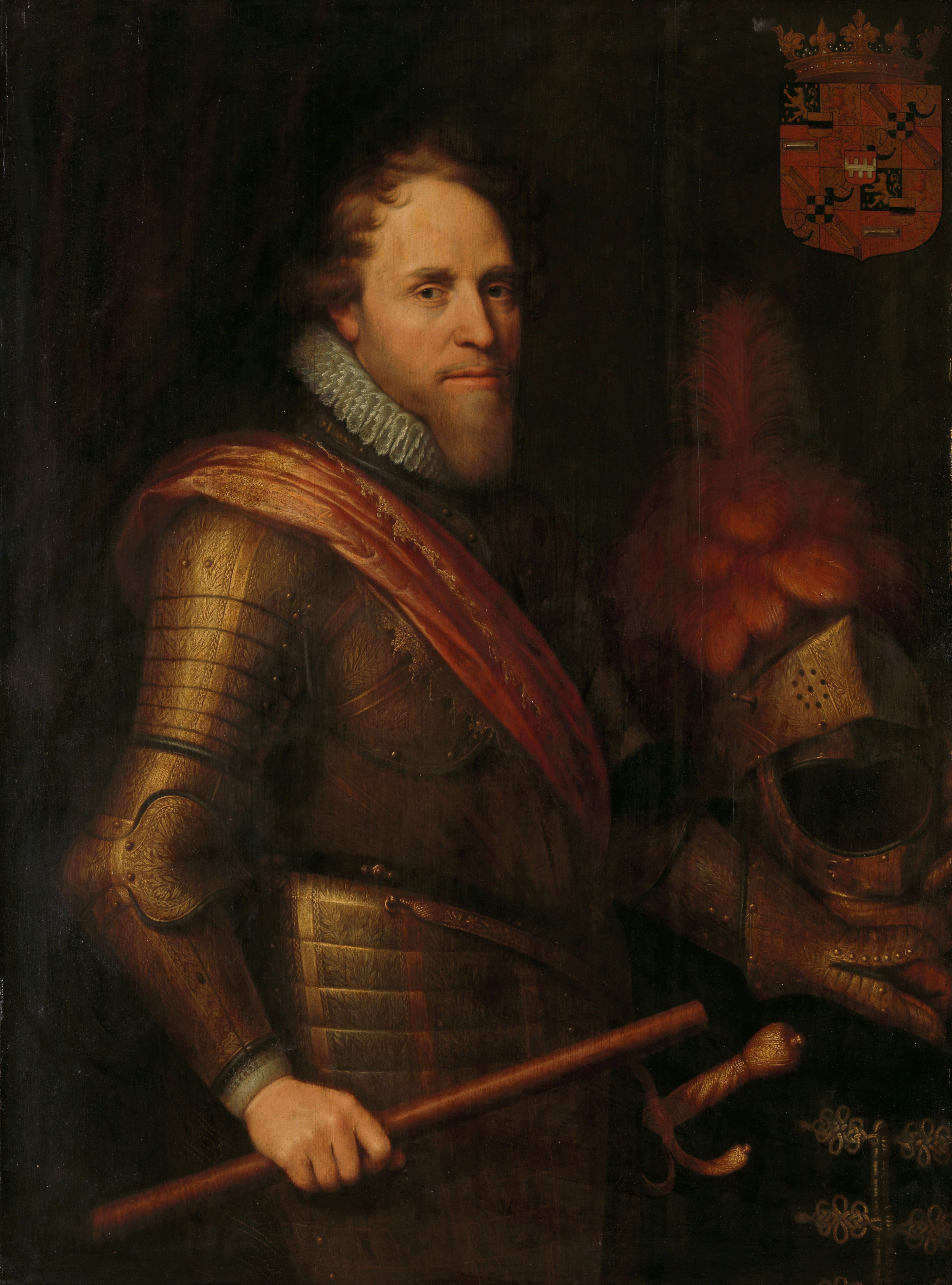
Maurits van Nassau, sinds 1585 stadhouder van Holland en Zeeland, kreeg de stadhouderschappen van Utrecht, Gelderland en Overijssel in 1591 en 1592 door inspanningen van Oldenbarnevelt. Door Michiel van Mierevelt, circa 1607 - 1610.

Vanaf 1588 zou de jonge Republiek der Zeven Verenigde Nederlanden een tienjarige periode van voorspoed tegemoet gaan. Dit was mede mogelijk door de interne stabiliteit die Van Oldenbarnevelt schiep en zijn diplomatieke vaardigheden.
Begin 1589 verhuisde Van Oldenbarnevelt met zijn gezin naar Den Haag waar het gezin een groot huis betrok aan de Spuistraat. Van Oldenbarnevelt stond bekend om zijn kennis van zaken en om het feit dat hij nooit iets uit handen gaf. Was hij in Den Haag dan vergaderde hij de hele dag in de Staten van Holland, in de Staten-Generaal en soms in de Raad van State. Holland was het belangrijkste gewest; het betaalde twee derde van de oorlogsbegroting, het was het financieel en bestuurlijk centrum en het grondgebied was vrij van Spaanse troepen. In 1588 wist hij de macht van Holland te vergroten door Maurits ook in Utrecht, Gelderland en Overijssel tot stadhouder te laten benoemen.
De inname van Breda met een list in 1590 doorbrak een lange reeks van nederlagen en gaf de benodigde optimisme en vertrouwen in de opstandige provincies. Het was een mooi staaltje van samenwerking tussen Maurits en Van Oldenbarnevelt die in de daaropvolgende jaren werd voortgezet en aanvankelijk prima verliep. Van Oldenbarnevelt zorgde voor de politieke steun en financiering van de militaire campagnes en Maurits leidde ze. Ook wat betreft karakter vulden zij elkaar goed aan. Maurits was een voorzichtig en geduldig persoon, die gewend was iedere stap zorgvuldig uit te voeren en te evalueren alvorens de volgende stap te ondernemen. Van Oldenbarnevelt was meer strategisch ingesteld: hij was eerder gewend om twee stappen vooruit te denken en desnoods risico’s te nemen.
Na de inname van Breda wilden de gewesten het offensief aangaan, alleen de vraag was waar te beginnen. De Republiek was omsingeld en grote delen waren bezet door Spaanse troepen en iedere provincie zag graag dat aan haar bedreiging prioriteit werd gegeven. Van Oldenbarnevelt lukte het om alle provincies zijn strategie te laten steunen. Hierdoor wist Maurits tussen 1590 en 1598 vrijwel alle bezette steden van de opstandige provincies met belegeringen in handen te krijgen, waardoor zogezegd 'de tuin van Holland' gesloten werd. Bij deze belegeringen was Van Oldenbarnevelt, vaak vergezeld door andere leden van de Staten-Generaal, regelmatig aanwezig en op die momenten was hij nauw betrokken bij de besluitvormingen. Ter plekke hield hij zich dan tevens bezig met de bevoorrading of betaalde hij aannemers.
Dat Van Oldenbarnevelt, ondanks zijn grote invloed, niet alles naar zijn hand kon zetten bewezen twee conflicten over zeezaken tussen Holland en Zeeland. Het eerste conflict, over het samenvoegen van de admiraliteitscolleges van Holland en Zeeland, leidde tot zoveel protest in Zeeland dat de zaak werd teruggedraaid. Het tweede conflict ging over de vraag welk admiraliteitscollege de lucratieve licenten voor de handel met de Zuidelijke Nederlanden mocht innen. De Staten-Generaal hadden een voorstel van Van Oldenbarnevelt, met een gunstige regeling voor Holland, aangenomen maar Zeeland weigerde dit na te leven. Het conflict speelde hoog op en om uit de impasse te komen werd Maurits om bemiddeling gevraagd. Onder zijn druk werd een regeling overeengekomen die gunstig was voor Zeeland, wat een grote nederlaag was voor Van Oldenbarnevelt.

### Buitenlandbeleid
Van Oldenbarnevelt bepaalde grotendeels het buitenlandbeleid en acteerde als een soort minister van Buitenlandse Zaken. Hij onderhield de contacten met de ambassadeurs in het buitenland en met buitenlandse diplomaten in de Republiek had hij geregeld overleg. Spanje raakte in 1590 betrokken bij de godsdienstoorlog in Frankrijk, waardoor Parma met het Spaanse leger geregeld naar het zuiden moest. Van Oldenbarnevelt realiseerde zich dat de betrokkenheid van Spanje bij de oorlog in het belang was van de Republiek. Zolang Spanje de prioriteit gaf aan de oorlog in Frankrijk, kreeg de Republiek ruimte om door Spanje bezette steden terug te winnen. Om die reden steunde Van Oldenbarnevelt de Franse koning Hendrik IV met geld, geschut, ammunitie en schepen. De bekering van Hendrik IV tot het katholicisme zorgde voor argwaan en protesten tegen verdere steun onder calvinisten in de Republiek, maar die tegengeluiden wist Van Oldenbarnevelt te stillen. In oktober 1596 kreeg hij het voor elkaar om op gelijkwaardige voet deel te nemen aan een anti-Spaans verbond met Engeland en Frankrijk, wat een kroon op Van Oldenbarnevelt diplomatieke werk was.
In 1597 werd bekend dat Hendrik IV en Elizabeth leken te bewegen naar vrede met Spanje. De Nederlanders zaten niet te wachten op vrede. Spanje werd niet vertrouwd en de vrees was dat als voorwaarde het katholicisme weer toegestaan moest worden. Bang dat de Republiek alleen kwam te staan in de oorlog tegen Spanje en zou verworden tot speelbal van de grotere machten, werd Van Oldenbarnevelt met een delegatie door de Staten van Holland en de Staten-Generaal op een diplomatieke missie gestuurd. In Frankrijk moest hij Hendrik IV op andere gedachten brengen maar slaagde daar niet in. Het ontbrak de koning aan geld om de oorlog voort te zetten. Wel zegde Hendrik IV toe de Nederlanders financieel bij te staan in de oorlog tegen Spanje. Vanuit Frankrijk ging Van Oldenbarnevelt door naar Engeland en bezocht koningin Elizabeth. Ondanks haar ontzetting over de eenzijdige vrede die Frankrijk sloot, wist hij haar door financiële toezeggingen te overtuigen de oorlog voort te zetten. De politici thuis waren erg tevreden met deze resultaten en Van Oldenbarnevelt, die op gelijke voet onderhandelde met Elizabeth en Hendrik IV, had aangetoond dat hij een vakman was in internationale betrekkingen.

### Slag bij Nieuwpoort
De succesvolle militaire reeks werd afgesloten met de Slag bij Nieuwpoort in 1600 tussen het leger van Maurits en het leger van de Spaanse landvoogd Albrecht van Oostenrijk die nipt door Maurits gewonnen werd. De slag kwam voort uit een riskant plan waarvan Van Oldenbarnevelt de drijvende kracht was. Een grote militaire campagne diep in vijandelijk gebied moest de Duinkerker Kapers, die veel schade aan de handelsvloot brachten, uitschakelen. Hij zag de kans schoon, omdat het Spaanse leger te maken had met geldgebrek en muiterijen. Politici in de Staten-Generaal gaven steun aan de missie, maar Maurits en zijn neef Willem-Lodewijk waren fel tegen, omdat zij het risico veel te groot achtten. Van Oldenbarnevelt hield voet bij stuk en Maurits moest schikken naar de wens van de politici. Het leger werd ingescheept en zou bij Nieuwpoort aan land gaan. Echter door de ongunstige wind, was dat niet mogelijk, en werd besloten over land naar Nieuwpoort te gaan. Van Oldenbarnevelt en de gedeputeerden reisden ook mee zodat zij beslissingen snel konden nemen. De dagenlange tocht gaf Albrecht voldoende tijd om de muiterij te slechten en zijn troepen richting Nieuwpoort te leiden. Op het strand bij Nieuwpoort kwam het tot een treffen tussen de legers en de Slag bij Nieuwpoort werd slechts door Maurits' militaire kwaliteiten ternauwernood gewonnen. Na de slag bleef Van Oldenbarnevelt vasthouden aan het originele plan en begon Maurits met tegenzin aan het beleg van Nieuwpoort. Het moreel onder het leger was laag en na een aantal dagen werd het beleg afgebroken en keerde het leger terug naar het noorden. De expeditie, waarmee indirect het voortbestaan van de Republiek op het spel was gezet, was uitgelopen op een fiasco. De verschillen in benadering tussen de voorzichtige Maurits en de risiconemende Van Oldenbarnevelt kwamen hier duidelijk aan het licht en de gebeurtenis zorgde voor de eerste strubbeling in de relatie tussen hen.
In de periode na de slag werd Oostende na een driejarig beleg door de Spanjaarden veroverd. In Engeland werd koningin Elizabeth na haar dood in 1603 opgevolgd door Jacobus I.
In 1602 slaagde Van Oldenbarnevelt erin om de verschillende handelscompagnieën die in de Republiek bestonden en zich bezighielden met de vaart op Indië te concentreren tot één handelscompagnie, de Vereenigde Oostindische Compagnie. De VOC moest de handel en scheepvaart bevorderen en de vijand afbreuk doen. Het kreeg van de Staten-Generaal het monopolie voor handel in Indië, en het recht verdragen te sluiten, oorlog te voeren en forten te bouwen. Dit droeg bij aan de groei van de Republiek tot een wereldmacht.

### Twaalfjarig Bestand en Scherpe Resolutie

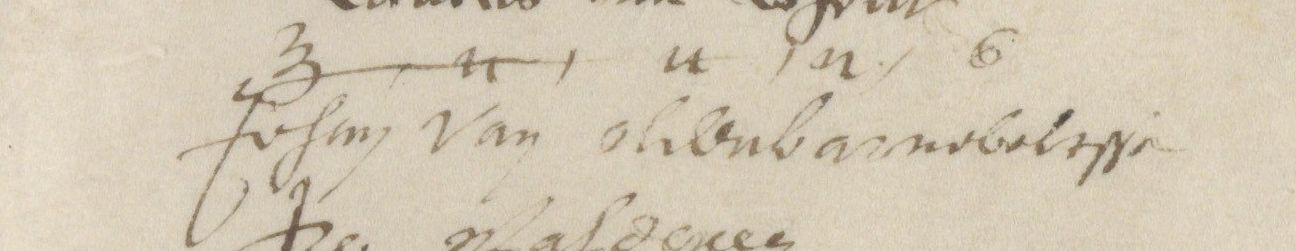
Handtekening Van Oldenbarnevelt op Traktaat Twaalfjarig Bestand

Negen jaar later, in 1609, maakte Van Oldenbarnevelt zich sterk voor een wapenstilstand met de Spanjaarden. De oorlog tegen Spanje kostte de staat handenvol geld en belemmerde de handel. Maurits was tegen een wapenstilstand omdat het Spaanse leger danig verzwakt was en nog altijd tien van de zeventien Nederlanden onder vreemd gezag stonden. Tijdens deze wapenstilstand, die het Twaalfjarig Bestand zou gaan heten, begon de militair Maurits zich noodgedwongen meer bezig te houden met politiek, het terrein van Van Oldenbarnevelt. Het gevolg was dat de onenigheid tussen Van Oldenbarnevelt en Maurits escaleerde.
De relatie met Frankrijk verslechterde eveneens. De gezant van de Republiek in Frankrijk, François van Aerssen, knoopte betrekkingen aan met de hugenoten en andere tegenstanders van de Franse regering. Van Oldenbarnevelt verlengde daarom zijn benoeming in 1613 niet meer. Van Aerssen, die zijn functie als gezant in Frankrijk eveneens aan Van Oldenbarnevelt te danken had, keerde zich daardoor tegen hem.
Een zwaarwichtig theologisch meningsverschil over predestinatie tussen de twee Leidse hoogleraren Jacobus Arminius en Franciscus Gomarus leidde tot een maatschappelijke twist over het gezag in de Nederduits Gereformeerde Kerk (later Nederlandse Hervormde Kerk). Rond 1610 ging deze kwestie een politieke rol spelen toen de predikant Johannes Uytenbogaert een verzoekschrift of remonstrantie indiende, om de aanhangers van Arminius de vrijheid te geven zich aan de orthodoxe kerkleer te onttrekken. De contraremonstranten kwamen daarop met een contraremonstrantie waarin werd geëist dat alle gelovigen zich bij de orthodoxe kerkleer zouden aansluiten. Van Oldenbarnevelt, zelf een aanhanger van het Arminianisme, vond dat de Staten boven het leergezag in de Kerk stonden en daarmee konden bepalen dat de kerk meerdere stromingen moest kunnen hebben. Maurits stond echter een calvinistische eenheidskerk voor. Hoewel Maurits tot dat moment de diensten van de remonstrant Johannes Uytenbogaert in de Hofkapel had bezocht, besloot hij in het vervolg de diensten van de contraremonstranten in de Kloosterkerk te volgen, pal naast de woning van Van Oldenbarnevelt. Het was nu een politiek conflict geworden. Daardoor ontstonden ook tegenstellingen binnen Holland en tussen de provincies onderling. Zo braken in verscheidene steden onlusten uit.
Van Oldenbarnevelt, die meende dat Maurits hem moest volgen en op een staatsgreep aanstuurde als hij dat niet deed, liet in 1617 door de Staten van Holland de Scherpe Resolutie aannemen. Die gaf onder meer de steden in Holland de zelfstandige bevoegdheid tot het aannemen van huurtroepen (waardgelders) om onlusten tegen remonstrantsgezinden te voorkomen. In de praktijk werd deze resolutie meestal gebruikt tegen de contraremonstranten, die een opstandige aanhang onder de bevolking van de steden hadden. Met de oprichting van stedelijke milities ondermijnde Van Oldenbarnevelt echter het gezag van de Unie van Utrecht, Staten-Generaal en opperbevelhebber van het staatse leger, Maurits. Dit was voor Maurits niet acceptabel.

### Veroordeling en terechtstelling

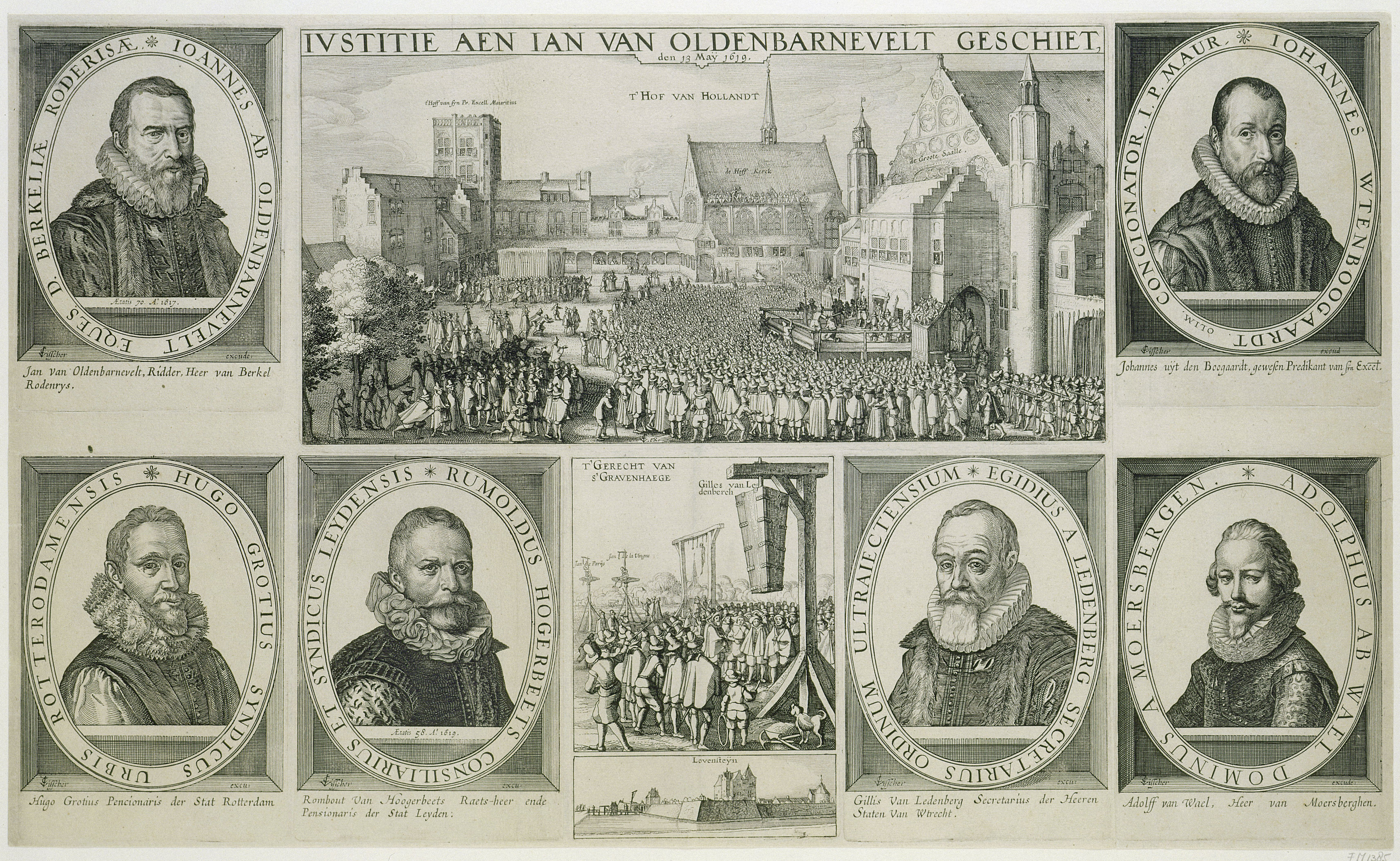
Om de voorstelling van de onthoofding staan de portretten van de zes veroordeelden: Johan van Oldenbarnevelt, Johannes Wtenbogaert, Hugo de Groot, Rombout Hogerbeets, Gillis van Ledenberg en Adolph van de Waal, heer van Moersbergen, een scène met de kist van Van Ledenberg aan de galg en een gezicht op het kasteel Loevestein. Claes Jansz. Visscher (II) naar eigen ontwerp, 1619.

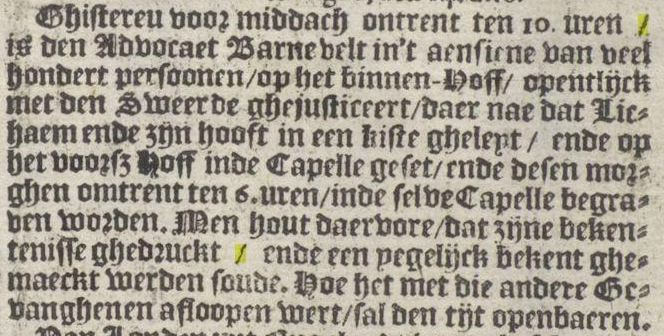
Krantenbericht 14 mei 1619 - VVt ’s Gravenhaghe, den 14. Dito.Ghisteren voor middach ontrent ten 10. Uren is den Advocaet Barnevelt in’t aensiene van veel hondert persoonen...

Prins Maurits pleegde vervolgens op gezag van de Staten-Generaal een soort staatsgreep. Hij ontsloeg de waardgelders en op 29 augustus 1618 liet hij Van Oldenbarnevelt en zijn medestanders Hugo de Groot, Rombout Hogerbeets en Gilles van Leedenberch arresteren op verdenking van hoogverraad. Een aantal politieke tegenstanders werd ontslagen, onder wie Van Oldenbarnevelts zoon Willem en Jacob Dircksz de Graeff uit Amsterdam.
In 1619 werd François van Aerssen door Maurits als Gecommitteerde in de Ridderschap van Holland benoemd. Daardoor ontstond onder de tegenstanders van Van Oldenbarnevelt een meerderheid en werd het mogelijk om een bijzondere politieke rechtbank van 24 rechters in te stellen. Tot Van Oldenbarnevelts eigen verrassing werd hij op 12 mei 1619 door de rechtbank, onder leiding van Reinier Pauw, wegens hoogverraad ter dood veroordeeld. Hij zou zijn oren naar Frankrijk en Spanje hebben laten hangen. Van Oldenbarnevelt had verwacht dat er, vanwege zijn staat van dienst en hoge leeftijd, protest zou komen van zijn politieke vrienden. Het bleef echter stil; Maurits had in de tussenliggende periode verschillende remonstrantse bestuurders vervangen, en de vervolging van remonstranten was na de Synode van Dordrecht verhevigd, waardoor de aanhangers van Arminius het land verlieten. Van Franse zijde werd wel tevergeefs enkele malen geprobeerd een executie te voorkomen.
Antonius Walaeus was de dominee en zielszorger van de gevangen Van Oldenbarnevelt en moest hem zijn doodvonnis meedelen, vlak voor zijn onthoofding.
Een dag na zijn veroordeling werd hij 13 mei 1619 op het Binnenhof op 71-jarige leeftijd door scherprechter (beul) mr. Hans Pruijm (scherprechter te Utrecht 1604-1621) onthoofd. Tot het publiek sprak hij op het schavot de beroemde woorden: Mannen, gelooft niet dat ik een landverrader ben, ik heb oprecht en vroom gehandeld, als een goede patriot, en zo zal ik sterven. Zijn allerlaatste woorden waren: Maak het kort, maak het kort. Lang werd aangenomen dat deze woorden aan de scherprechter (beul) gericht waren, maar hij zei het waarschijnlijk tegen zijn knecht, Jan Francken, die vlak voor de executie afscheid van hem wilde nemen. De belangstelling was groot, geschat wordt dat er 3000 toeschouwers op af waren gekomen.

## Graf
Na de executie werden de stoffelijke resten van Oldenbarnevelt in een eikenhouten kist gelegd. Deze werd 's nachts bijgezet in het familiegraf van zijn schoonzoon Cornelis van der Mijle in de grafkelder van de graven van Holland onder de Hofkapel aan het Binnenhof. Beweerd wordt dat het lichaam van Oldenbarnevelt door de familie op een andere plaats is herbegraven, maar daar is nooit zekerheid over verkregen. Het graf in de Hofkapel werd in ieder geval ook gebruikt voor de begrafenis van zijn dochter Geertruid, zijn zoon Reinier van Oldenbarnevelt en zijn schoonzoon Cornelis van der Mijle. Oldenbarnevelts vrouw, Maria van Utrecht ligt er volgens haar testament mogelijk ook. De Rijksdienst voor het Cultureel Erfgoed voerde in 2019 bij de voorbereidingen voor een grootschalige renovatie en verbouwing van het Binnenhof verkennend onderzoek uit of het graf zich nog steeds onder de kapel bevond en of het gevonden kon worden. In december 2021 werd duidelijk dat er geen archeologisch onderzoek onder de kapel zou komen naar het graf Van Oldenbarnevelt. De kapel werd daarvoor te kwetsbaar geacht. Tevens zou het te duur zijn.

## Achtergrond
Drie belangrijke factoren hebben een rol gespeeld in het conflict.
1. Religie: Maurits was door zijn oom Jan van Nassau streng calvinistisch opgevoed. Deze opvoeding stond in het teken van het in die tijd geldende principe Cuius regio, eius religio: de bestuurder bepaalt ’s lands godsdienst. De kerk was in die tijd dus geen onafhankelijk instituut; om de eenheid te bewaren had de heerser het laatste woord. Daarom ook werd de remonstrantie niet aan een kerkelijke instelling, maar aan de Staten-Generaal gericht. Van Oldenbarnevelt was als bestuurder, in tegenstelling tot de streng opgevoede Maurits, voorstander van ruimte voor afwijkende meningen binnen de kerk. De staatsgreep moet daarom ook in het licht van het principe Cuius regio, eius religio worden gezien; Maurits’ gezag zou een calvinistische eenheidskerk rechtvaardigen en een niet verenigde kerk zou een niet verenigd land tot gevolg kunnen hebben. Voorts werd de drang van Van Oldenbarnevelt naar een bondgenootschap met het katholieke Frankrijk en een wapenstilstand met het katholieke Spanje wantrouwend bekeken. Maurits zou in de wapenstilstand een list van de vijand vermoeden om het katholieke geloof terug te brengen.
2. Financiën: van Oldenbarnevelt was zich goed bewust van de financiële situatie van de Republiek en hij wist hoe duur het oorlog voeren was. Voor hem stond vast dat een goede oorlog alleen gevoerd kon worden als het financiële fundament er was. De keerzijde was echter dat voor hem geld belangrijker was dan een mensenleven. Maurits was het tegenovergestelde. Hij was een soldaat onder zijn soldaten en spaarde liever op de levens van zijn mannen dan op geld. Bovendien wist hij dat een slecht betaald leger zijn leider niet zou volgen. Deze tegenstelling had al eens tot nog oplosbare conflicten geleid, maar het Twaalfjarig Bestand, dat volgens Van Oldenbarnevelt noodzakelijk was vanwege de financiële situatie van de Republiek, leidde tot grote onenigheid met Maurits, omdat hij zich realiseerde dat de Spaanse vijand op dat moment op zijn zwakst was.
3. Karakter: Maurits was uitgesproken geduldig en voorzichtig. Hij overdacht van tevoren iedere tactische stap en evalueerde deze daarna. Hij koos liever voor een kleine zekere militaire winst, dan voor een risicovollere grandioze overwinning. Van Oldenbarnevelt was echter iemand die verder vooruit placht te denken en ook grotere risico’s wilde nemen. Tot aan de slag bij Nieuwpoort vulden deze twee karakters elkaar aan. Maurits zag in de slag bij Nieuwpoort echter zijn gelijk bevestigd, dat Van Oldenbarnevelt te veel risico had genomen. Vanaf dat moment begon hij wrok tegen hem te koesteren.

## Nasleep

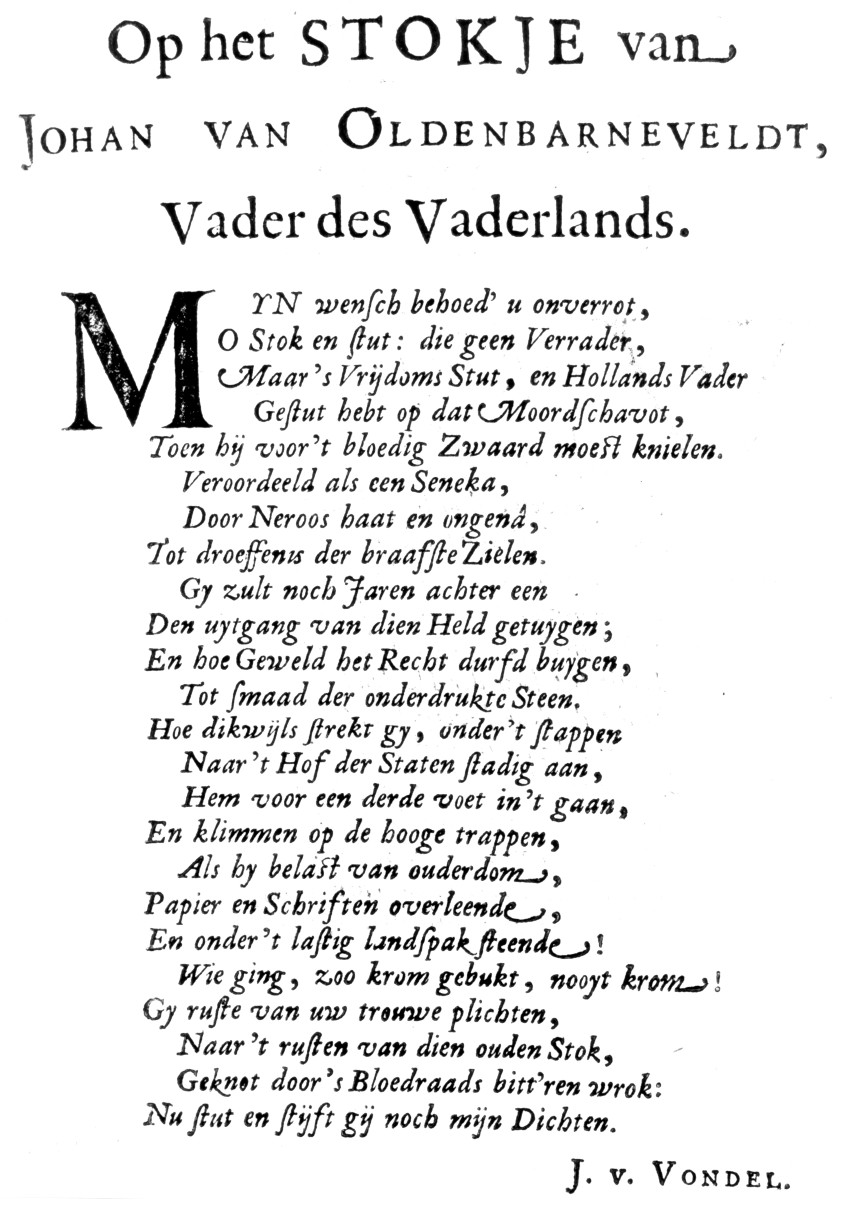
Gedicht van Vondel

De staatsgreep en de onthoofding van Van Oldenbarnevelt beslechtten de interne strijd in het voordeel van Maurits. Toch was de hele affaire een slag voor Maurits' prestige. Bovendien bleek hij door zijn bedachtzame karakter niet de staatsman te zijn die Van Oldenbarnevelt kon vervangen. Een gratieverzoek, dat Maurits had kunnen inwilligen, heeft de 20 jaar oudere man niet ingediend, omdat het een impliciete schuldbekentenis zou zijn.
Er was ook veel kritiek op het vonnis. Zelfs Maurits' stiefmoeder Louise de Coligny (weduwe van Willem van Oranje) was tegen deze veroordeling en probeerde de executie te voorkomen. De twee zonen van Van Oldenbarnevelt, Reinier en Willem beraamden in 1623 een aanslag op prins Maurits om hun vader te wreken. Het plan lekte echter uit: Reinier werd terechtgesteld en Willem vluchtte naar Brussel. Toen de moeder van Reinier om gratie voor haar zoon vroeg, vroeg Maurits haar waarom ze dat niet ook voor haar man had gedaan. Ze antwoordde daarop dat haar zoon wél schuldig was, maar haar man niet.
Ook de dichter Joost van den Vondel hekelde het optreden van Maurits. Vondel schreef uit protest twee gedichten, Het stockske van Oldenbarnevelt en Geuse-Vesper of Siecken-Troost voor de Vierentwintigh. Dat Vondels tragedie Palamedes (gesitueerd in de klassieke oudheid) parallellen bevatte met de val van Van Oldenbarnevelt, ontging de autoriteiten niet. De Amsterdamse bestuurders straften hem met een boete van 300 gulden, maar naar de maatstaven van die tijd had het erger gekund.

## Ambten en functies
- Advocaat voor het Hof van Holland, 1570-1572
- Advocaat van de Staten van Holland en West-Friesland, 1575
- Pensionaris van Rotterdam, 28 december 1576 tot 28 maart 1586
- Op 8 december 1580 gekozen als lid van het Statencollege
- Door de Staten van Holland benoemd als gedeputeerde bij de vergaderingen van de Staten-Generaal op 26 september 1582
- Op 31 juli 1584 gekozen als een van de raadsheren die met prins Maurits een voorlopige regering zou uitmaken
- Afgevaardigd als gedeputeerde naar Engeland om de soevereiniteit aan te bieden aan koningin Elisabeth, juli-augustus 1585
- Landsadvocaat (raadpensionaris) van de Staten van Holland, 1586-1619
- Pensionaris van de Ridderschap van Holland en West-Friesland, 1586-1619
- Grootzegelbewaarder en stadhouder van de Lenen van Holland en West-Friesland, 1586-1619
- Hoofdingeland van Delfland, 1589-1597
- Hoogheemraad van Delfland vanaf 10 augustus 1593
- Gedeputeerde naar Frankrijk en Engeland in 1598
- Gezant naar Engeland in 1603
- Registermeester van de Lenen van Holland en West-Friesland, 1604-1619
- In april 1609 gedeputeerde naar Antwerpen in verband met het Twaalfjarig Bestand

Omdat in zijn tijd aanzienlijke ambten alleen werden verdeeld onder mensen van adel moest Van Oldenbarnevelt een voorname afkomst bedenken die hem die adellijke status zou geven. Hij beweerde dat hij van vaders kant afstamde van de adellijke familie Oldenbarnevelt op de Veluwe en van moeders kant van de heren van Stoutenburg. Genealogisch onderzoek heeft echter aangetoond dat hij van de (niet-adellijke) Amersfoortse familie Van Oudenbarnevelt afstamde. In zijn jonge jaren gebruikte hij die naam ook. Zijn moeder was uit een buitenechtelijke relatie geboren. Zijn hele leven heeft van Oldenbarnevelt aankopen gedaan die zijn adellijke status zouden moeten ondersteunen. Hij was Heer van Groenevelt, Zuidwinkel, Stormpolder, Hoogland, de Tempel, Stoutenburg, Lutteke Weede, Berkel en Rodenrijs, Gunterstein en Bakkum.
Hij werd op 17 mei 1611 geridderd door de Engelse koning James I, die hij in 1605 had bezocht op een speciale missie om hem te feliciteren met zijn troonsbestijging.

## Gezondheid
Tot 1612 was Van Oldenbarnevelt weinig ziek. Hij leed wel eens, in het bijzonder in 1610 en 1611, aan jicht en derdedaagse koorts oftewel malaria tertiana. In februari 1613 viel hij bij de bezichtiging van Huis Westcamp, waardoor hij het twee weken moest laten afweten. Toen hij zeventig werd begon hij slechter trap te lopen, en had reumatische klachten. Vanaf 1617 begon hij met zijn iconische "stockske" te lopen. Vermoed wordt dat hij ook blaas-, gal- of nierstenen had.

## Wapen

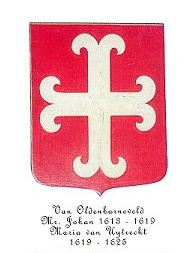
Wapen van Johan van Oldenbarnevelt

Het wapen van Van Oldenbarnevelt zag er als volgt uit: In rood een zilveren ankerkruis. Helmteken:een ijzeren vuurkorf, waaruit rode vlammen opstijgen.

## Rondom Van Oldenbarnevelt
- In 1903 werd een gevelbeeld van Oldenbarnevelt aangebracht voor een huis aan de Zijlstraat 29 in Haarlem
- Onder de burgemeesterskamer van het Stadhuis van Rotterdam staat op een sokkel een bronzen standbeeld van Van Oldenbarnevelt (ontworpen door Charles van Wijk, na zijn overlijden in 1920 uitgevoerd door Arend Odé).
- In 1954 werd in Den Haag een standbeeld van Van Oldenbarnevelt (ontworpen door Oswald Wenckebach) geplaatst op de Lange Vijverberg.
- Rotterdam heeft de hoogste onderscheiding van de stad naar hem vernoemd: de Van Oldenbarneveltpenning.
- Het gebouw van de voormalige Johan van Oldenbarnevelt HBS (architect: Ad van der Steur) staat op de Lijst van rijksmonumenten in Rotterdam.
- In 1965 ontving Hans Keuls de ANV-Visser Neerlandia-prijs voor een drama over Van Oldenbarnevelt.
- In Amersfoort is een school naar Van Oldenbarnevelt vernoemd: Stedelijk Gymnasium Johan van Oldenbarnevelt. In de schooltuin aan het Thorbeckeplein 1 staat sinds 1933 een borstbeeld van Johan van Oldenbarnevelt uit 1911 van de hand van de beeldhouwer August Falise.
- Op 13 mei 2010 werd in Amersfoort een standbeeld van een jonge Van Oldenbarnevelt onthuld. Het keramieken beeld is van de hand van Ingrid Mol en staat aan de Zuidsingel bij de Bollenburgh.[22]
- De Franse dichter en toneelschrijver Antoine-Marin Lemierre wijdde in 1784 een tragedie aan hem, getiteld 'Barnevelt, grand pensionnaire de Hollande'.
- Het motto van Oldenbarnevelt (oorspronkelijk aan de deur van het huis van zijn grootmoeder in Amersfoort bevestigd door zijn overgrootvader) was Nil scire tutissima fides (niets te weten is het veiligste geloof).[23]

## Galerij

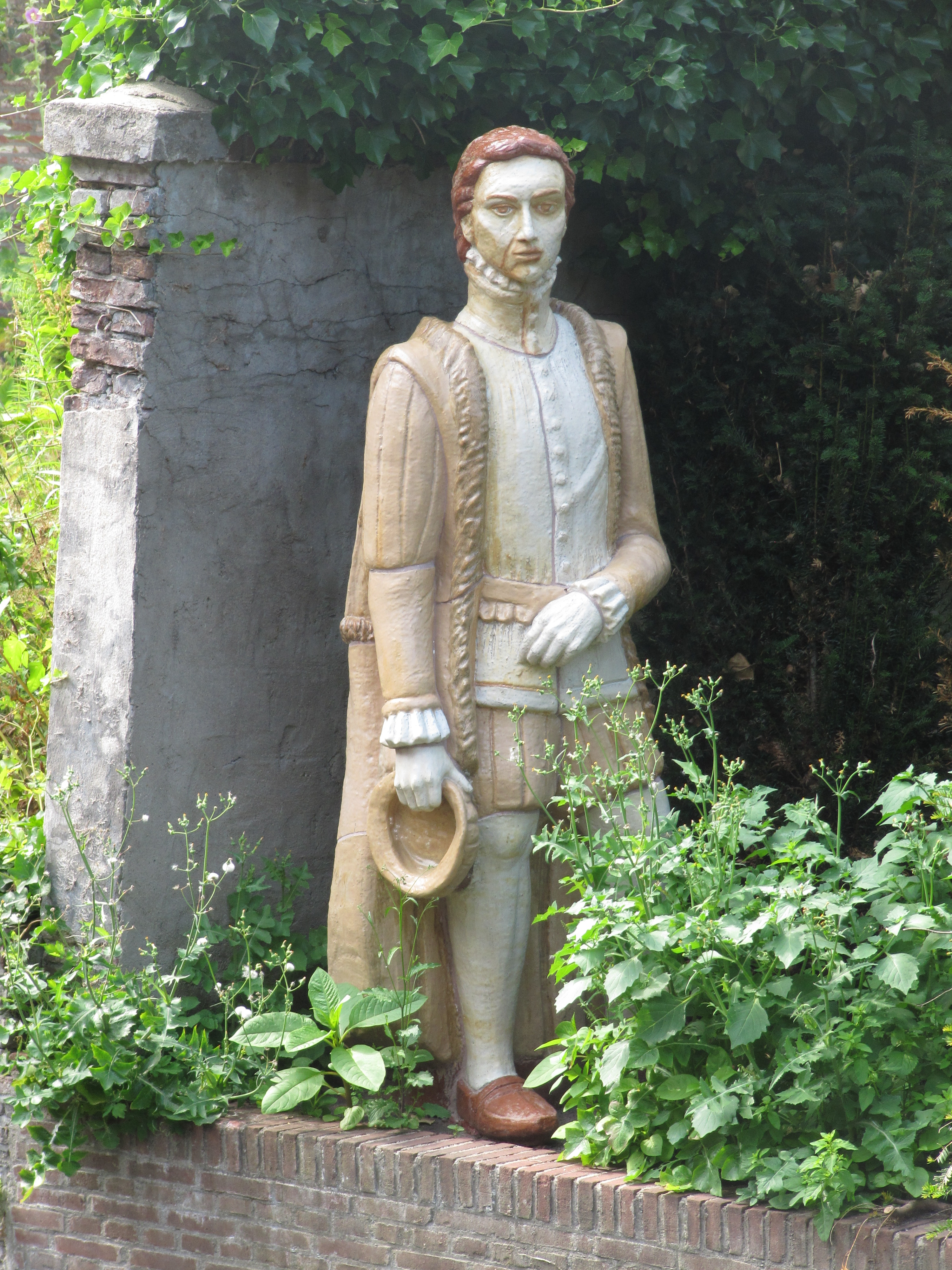
Standbeeld van Johan van Oldenbarnevelt aan de Zuidsingel in Amersfoort, door Ingrid Mol.
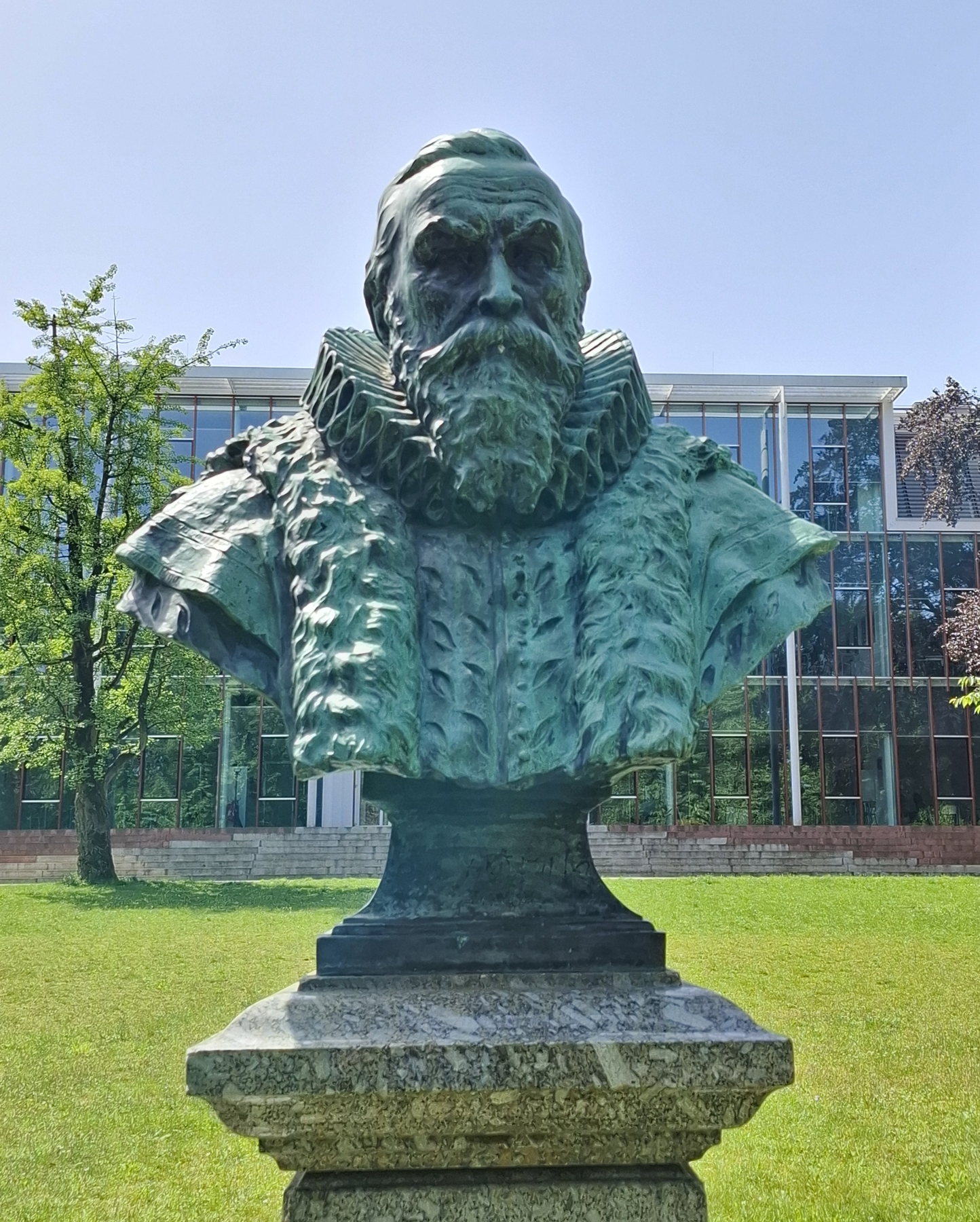
Buste Johan van Oldenbarnevelt door August Falise (Stedelijk Gymnasium Johan van Oldenbarnevelt)
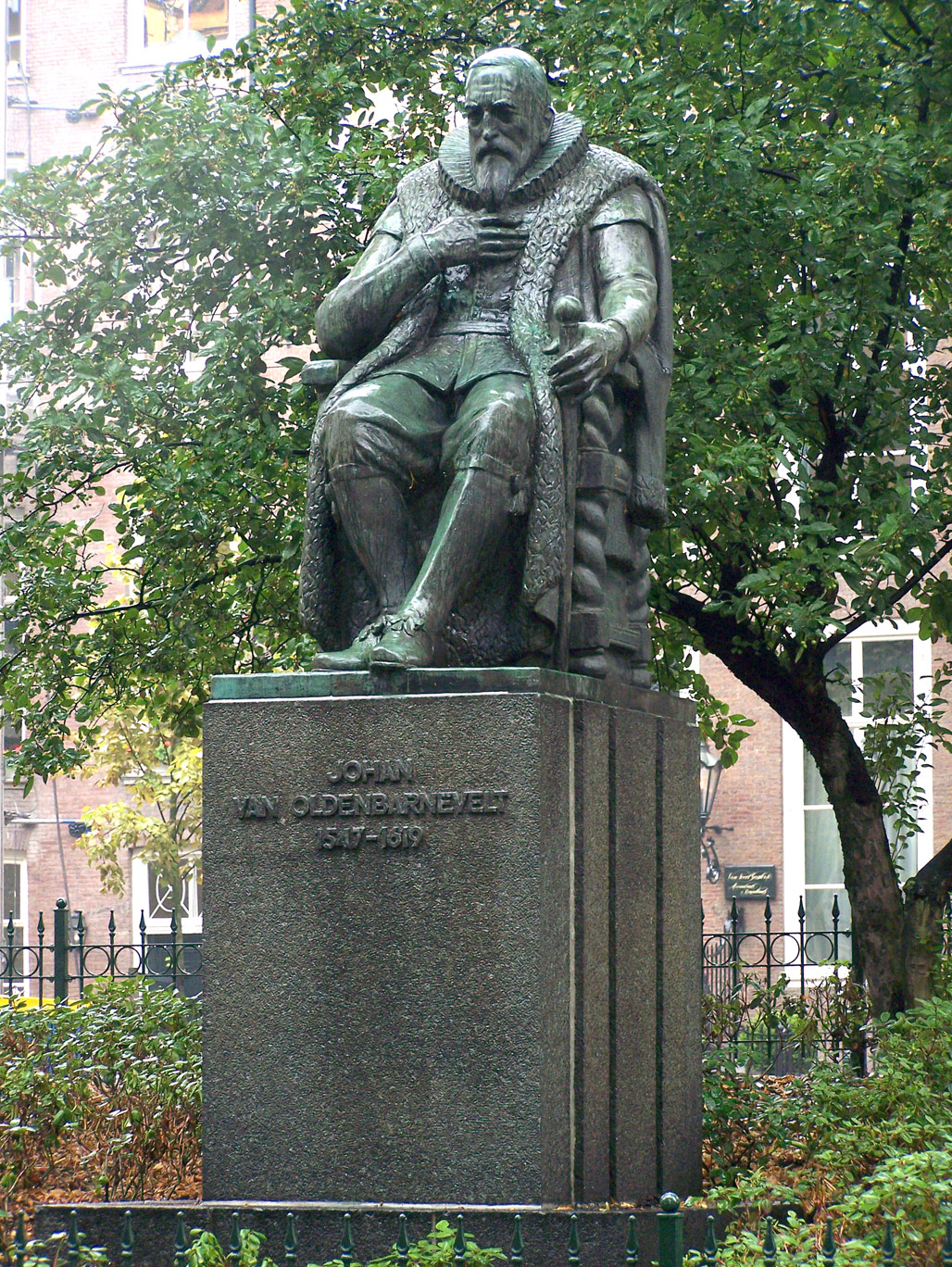
Standbeeld Johan van Oldenbarnevelt in Den Haag aan de Lange Vijverberg. Onthuld in 1954 en gemaakt door Oswald Wenckebach.
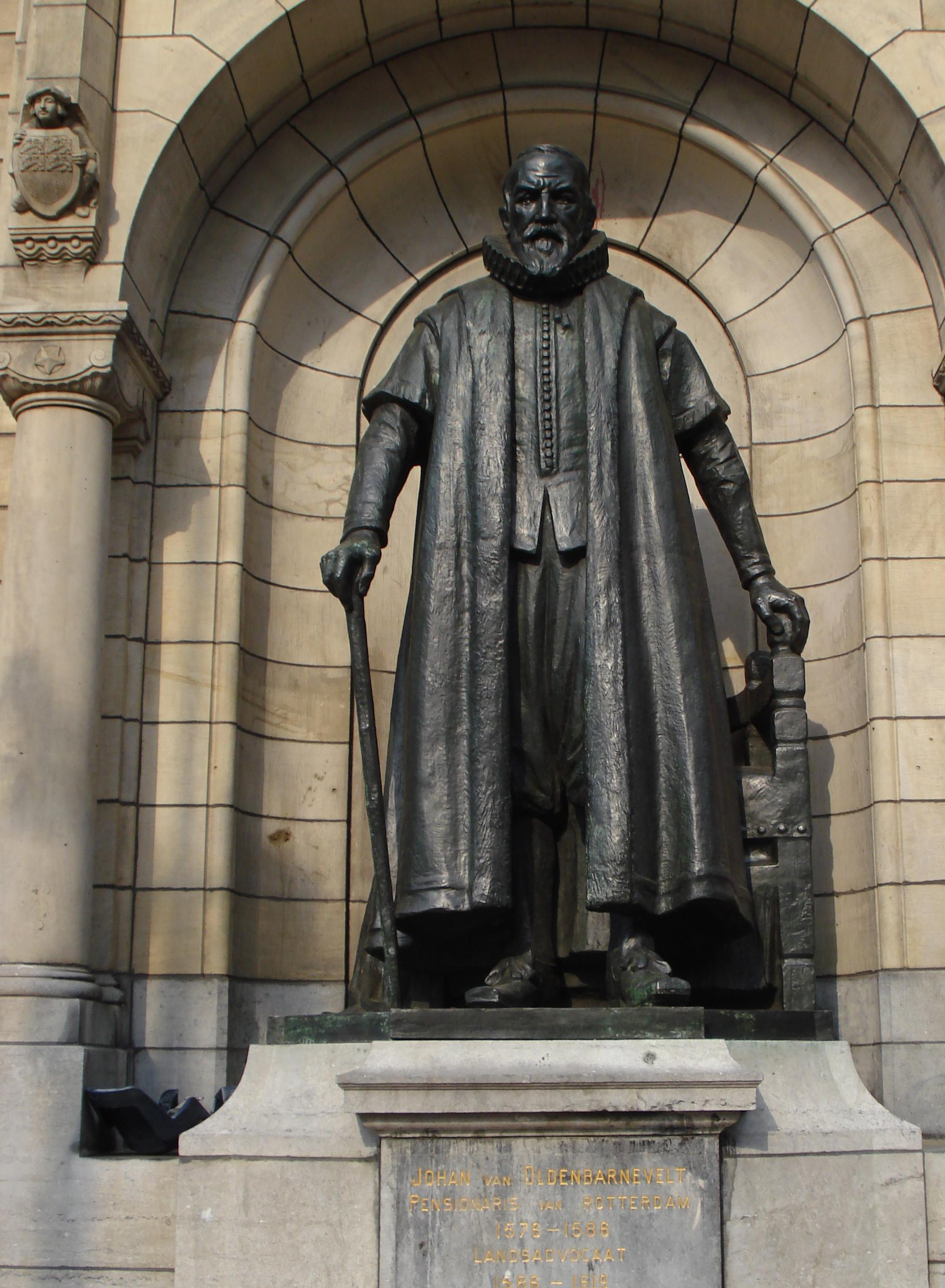
Standbeeld van Johan van Oldenbarnevelt voor het Stadhuis van Rotterdam, naar een ontwerp van  Charles van Wijk, na zijn overlijden uitgevoerd door Arend Odé, onthult 9 december 1920.

## Voetnoten
1. ↑  Wal, Johan (1865). Nederlanders, studenten te Heidelberg en te Genève, sedert het begin der kerkhervorming. Brill.
2. ↑  Israel, Jonathan I. (2008): De Republiek 1477-1806, blz. 247
3. ↑  Knapen, Ben (2019): De man en zijn staat, Johan van Oldenbarnevelt 1547-1619, blz. 77
4. ↑  Tex, Jan den & Ton, Ali (1980): Johan van Oldenbarnevelt, blz. 105-108
5. 1 2  Tex, Jan den & Ton, Ali (1980): Johan van Oldenbarnevelt, blz. 108-115
6. ↑  Knapen, Ben (2019): De man en zijn staat, Johan van Oldenbarnevelt 1547-1619, blz. 162
7. ↑  Knapen, Ben (2019): De man en zijn staat, Johan van Oldenbarnevelt 1547-1619, blz. 164
8. ↑  Knapen, Ben (2019): De man en zijn staat, Johan van Oldenbarnevelt 1547-1619, blz. 179
9. ↑  A. Th. van Deursen (2000): Maurits van Nassau: 1567-1625 : de winnaar die faalde, blz. 185
10. ↑  Cruyningen, Arnout van (2019): Johan van Oldenbarnevelt 1547 - 1619 : grondlegger van de Nederlandse staat, blz. 115-116
11. ↑  Archiefinventaris 1.01.02 inventarisnummer 12588.19 http://proxy.handle.net/10648/18ad6c4a-6fd2-ddde-0954-c6c3af02a104 Pagina uit het traktaat van het Twaalfjarig bestand met daarop de handtekening van Van Oldenbarnevelt
12. ↑  https://www.rijksmuseum.nl/nl/ontdek-de-collectie/tijdlijn-nederlandse-geschiedenis/1609-1621-bestand-en-twisten
13. ↑  Onder meer dagboek van Van Oldenbarneveldts kamerdienaar Jan Francken. Hertaling Thomas Rosenboom: Het einde van Johan van Oldenbarnevelt Beschreven door zijn knecht Jan Francken, Athenaeum Amsterdam 2019
14. ↑  Snijder, C.R.H. (2014) "Het scherprechtersgeslacht Pruijm/Pfraum, ook Prom/Praum/Sprong genoemd. Deel 1: Meester Hans Pruijm, 'executeur' van Johan van Oldenbarnevelt", Gens Nostra, jrg. 69, nr. 12, p. 488-500; Snijder, C.R.H. (2016) "Hans Pruijm, scherprechter te Zutphen 1595-1604. Executeur van Johan van Oldenbarnevelt", Zutphen, jrg. 35, nr. 4, p. 105-111; Lieke van Deinsen en Jan de Hond (2018) "The Sword and the Album: Material Memories and an Eighteenth-Century Poetic Account of the Execution of Johan van Oldenbarnevelt (1619)", The Rijksmuseum Bulletin, jrg. 66, nr. 3, p. 204-234
15. ↑  Onderzoek graven voormalige Hofkapel Binnenhof, www.tweedekamer.nl De stoffelijke resten van Johan van Oldenbarnevelt - Inventariserend onderzoek naar het graf en de mogelijkheden tot identificatie, Rijksdienst voor het Cultureel Erfgoed, Amersfoort, 2019. Gearchiveerd op 19 augustus 2023.
16. ↑  Veegens, D. (1883) www.dbnl.org Oldenbarnevelts graf De Gids, Jaargang 48, p. 209. Gearchiveerd op 29 oktober 2020.
17. ↑  Voortgang renovatieproces Tweede Kamer, tweedekamer.nl, 1 juli 2019. Gearchiveerd op 19 augustus 2023.
18. ↑  Archeologen gaan niet graven naar botten Van Oldenbarnevelt, dagblad070.nl, 16 december 2021
19. ↑  Toch geen graafactie bij Binnenhof in zoektocht naar resten Van Oldenbarnevelt, nu.nl, 16 december 2021. Gearchiveerd op 20 december 2021.
20. ↑  Prud'homme van Reine, Ronald (2019) Onthoofdingen in de Hofstad. Singel Uitgeverijen
21. ↑  Het kasteel Lutteke Weede stond 1 km buiten Amersfoort, rechts van de weg naar Bunschoten. Hoewel lutteke klein betekent, is het altijd veel belangrijker geweest dan Groote Weede.
22. ↑  destadamersfoort.nl- Monument Johan van Oldenbarnevelt onthuld vrijdag 14 mei 2010 15:00[dode link]
23. ↑  J. den Tex (1973), Oldenbarnevelt: 1547-1606. Cambridge University Press, p. 7

- Biblioteca Nacional de España: XX1451893
- Bibliothèque nationale de France: cb134962631 (data)
- Biografisch Portaal: 12708032
- Digitale Bibliotheek voor de Nederlandse Letteren: olde006
- Gemeinsame Normdatei: 119543192
- International Standard Name Identifier: 0000 0000 6655 113X
- Library of Congress Control Number: n50080699
- Nationale Bibliotheek van Tsjechië: jo20191031904
- Nationale Bibliotheek van Israël: 987007298703805171
- Nationale Bibliotheek van Polen: a0000003718298
- Nederlandse Thesaurus van Auteursnamen: 06876765X
- RKD-Nederlands Instituut voor Kunstgeschiedenis: 499509
- Istituto Centrale per il Catalogo Unico: RMLV208366
- LIBRIS: 281894
- SNAC: w6th967g
- Système universitaire de documentation: 109328736
- Virtual International Authority File: 69085364
- WorldCat: E39PBJrgDXRKBgqYTD7KXfW4bd